# Nohanent
Nohanent ist eine französische Gemeinde im Département Puy-de-Dôme in der Region Auvergne-Rhône-Alpes im Arrondissement Clermont-Ferrand. Sie gehörte bis März 2015 zum Kanton Royat und seit diesem Datum zum Kanton Cébazat. Die Gemeinde hat 2.246 Einwohner (Stand: 1. Januar 2022).

## Geographie
Nohanent liegt etwa vier Kilometer nordwestlich von Clermont-Ferrand am Regionalen Naturpark Vulkane der Auvergne. Umgeben wird Nohanent von den Nachbargemeinden Sayat im Norden und Nordwesten, Blanzat im Osten und Nordosten, Durtol im Süden sowie Chanat-la-Mouteyre im Westen.

## Bevölkerung
| Jahr                       | 1921 | 1936 | 1946 | 1962 | 1968 | 1975 | 1982 | 1990 | 1999 | 2006 | 2017 |
| Einwohner                  | 833  | 836  | 847  | 944  | 1096 | 1452 | 1595 | 1791 | 1796 | 1862 | 2225 |
| Quellen: Cassini und INSEE |      |      |      |      |      |      |      |      |      |      |      |

## Sehenswürdigkeiten
- Kirche Saint-Martial

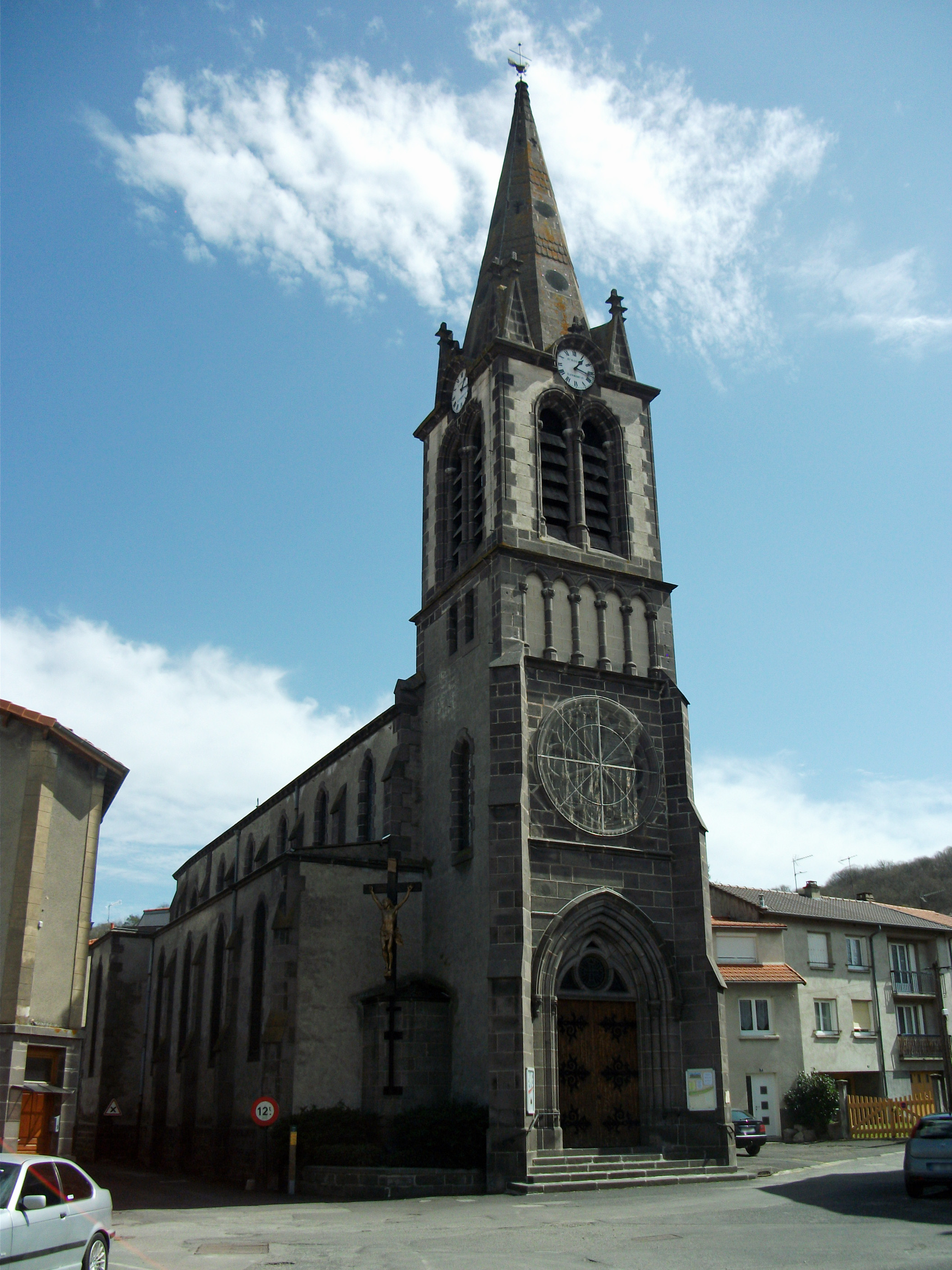
Kirche Saint-Martial

- Plateau Côtes de Clermont, seit 1986 Monument historique

## Gemeindepartnerschaft
Mit der deutschen Gemeinde Oberreute in Schwaben (Bayern) besteht eine Partnerschaft.